# Callitrichia hamifera
Callitrichia hamifera là một loài nhện trong họ Linyphiidae.
Loài này thuộc chi Callitrichia. Callitrichia hamifera được Jean-Louis Fage miêu tả năm 1936.